# Manfred Ramminger
Manfred Ramminger (* 15. Dezember 1930 in Groß Schorellen, Ostpreußen; † November 1997 in Krefeld) war ein deutscher Architekt, Ingenieur, Rennfahrer und sowjetischer Spion.

## Leben
Rammingers Familie fand nach der Vertreibung aus Ostpreußen im Dezember 1945 in Krefeld eine neue Heimat. Sein Vater war Maurerpolier. Ramminger absolvierte das Abitur und studierte Ingenieurwissenschaften. Mitte der 1950er Jahre stieg er in ein Krefelder Bauunternehmen ein, welches er übernahm und zum Ingenieurbüro umwandelte. Als Architekt errichtete er in Krefeld ein Kino und in Bayern die Gebäude für ein Geflügelfutter-Unternehmen sowie einen Reitklub.
Als Rennfahrer belegte Ramminger beim 1000-km-Rennen auf dem Nürburgring 1964 den 20. Platz, beim 500-km-Rennen von Spa-Francorchamps 1964 fiel er aus und beim 1000-km-Rennen auf dem Nürburgring 1965 belegte er als Co-Pilot von Werner Lindemann den 23. Platz.

### Diebstahl der Sidewinder
Am 22. Oktober 1967 entwendete Ramminger vom Fliegerhorst Neuburg der Luftwaffe mit Hilfe seines polnischen Fahrers Josef Linowski und des Starfighter-Piloten Hauptfeldwebel Wolf-Diethard Knoppe eine gefechtsbereite Luft-Luft-Rakete vom Typ Sidewinder aus amerikanischer Produktion.
Die 2,90 Meter lange Sidewinder transportierte Ramminger auf dem Rücksitz seines Mercedes zu seinem Haus in Krefeld-Fischeln. Da er sie nicht völlig im Fahrzeug unterbringen konnte, schlug Linowski die Heckscheibe ein und Ramminger hängte über die aus dem Heckfenster herausragende Rakete einen Teppich und eine vorschriftsmäßige rote Fahne. Damit fuhr er quer durch die Bundesrepublik nach Krefeld. Auf seinem Grundstück demontierte er die Rakete und brachte sie als Postpaket per Luftfracht mit einer Kleinstausfuhr-Erklärung, bei der keine Zollkontrolle und keine Kontrolle der Bestimmungsadresse erfolgte, auf den Weg nach Moskau (Frachtkosten: 79,25 $). Die Sidewinder landete jedoch zunächst via Paris und Kopenhagen versehentlich wieder in Düsseldorf, so dass sie erst mit zehn Tagen Verspätung in Moskau eintraf. Den Zünder überbrachte er im Handgepäck persönlich dem KGB.
Ramminger und seine Helfer wurden Ende 1968 verhaftet und am 7. Oktober 1970 durch das Oberlandesgericht Düsseldorf verurteilt. Anklagevertreter war Siegfried Buback, Oberstaatsanwalt bei der Bundesanwaltschaft, der spätere Generalbundesanwalt. Ramminger und Linowski erhielten je vier Jahre und Knoppe drei Jahre Freiheitsstrafe. Im Zuge eines Agentenaustausches kam Ramminger 1971 vorzeitig frei. Während der Untersuchungshaft war er in der Justizvollzugsanstalt Euskirchen inhaftiert.